# Stick by My Side
Stick by My Side è un singolo dei rapper statunitensi NLE Choppa e Clever, pubblicato il 30 maggio 2019 su etichetta NLE Choppa Entertainment.

## Tracce
1. Stick by My Side – 1:55